# パウリナ・クチャルスカ＝ラインシュミット
パウリナ・クチャルスカ＝ラインシュミット（ポーランド語: Paulina Kuczalska-Reinschmit、1859年1月15日 - 1921年9月13日）は、ポーランドのフェミニスト、社会活動家、ジャーナリスト、編集者、作家。女性参政権運動のほか、教育・就業面での男女機会均等に尽力。女性誌『ステル』（1895年 - 1897年、1907年 - 1914年）の創刊者、編集長。ポーランド女性同権同盟および女性連合を創設したほか、女性読書室、女性労働者代表団、女子工芸学校、動物保護協会の女性委員会、慈善協会の第3縫製室など、女性のための施設や組織を多数設立。ペンネームはPK、PKR、PRなど。ヘトマンカ（女性リーダー）と称された。

## 生涯

### 生い立ち
1859年、ポーランド立憲王国のワルシャワで貴族階級、シュラフタの家の娘として生まれる。父親のレオン・クチャルスキ (Leon Kuczalski) は、ロシア帝国・キーウ県のチェルカースィ郡に土地を所有する地主であり、パウリナは同郡で育った。母親のエヴェリナ・ポルシンスカ (Ewelina Porczyńska) は、ポーランドのフェミニズムの信奉者ナルツィザ・ジミホフスカのフェミニストサークル「熱狂者たち」に所属しており、パウリナは強い愛国主義精神のもとに育ち、フェミニズムや民主主義の考え方を学んだ。このことは彼女の後の活動に大きな影響を与えたとされる。姉のヘレナ（1854年 - 1927年）は女子体育の教育者であった。祖父は軍人のエドワード・ポルチンスキー (Edward Porczyński) である。
パウリナは子どもの頃から、身体が弱く背丈が低い上に心臓病や慢性ぜんそくに罹患していた。家庭では、シュラフタの息女に対して一般的に行われていた、文学および音楽に重点を置いた教育を受け、ポーランド語、ウクライナ語のほかにドイツ語、イタリア語、フランス語および英語を習得した。活動家でパウリナと近しい関係にあったロマーナ・パフツカによると、特にドイツ語とフランス語は堪能であったとされる。多くの言語を身につけたことは後に国際的にフェミニズム運動をする際に役に立った。1865年創刊の女性誌『ブルシチ』（「蔦」の意）を購読していたエヴェリナはポーランドやフランスの文学についてパウリナに教えた。
ポーランドの作家でジャーナリストのオイゲニウス・シェルメントフスキによると、父親のレオンは酒飲みで浪費家であったとされ、多くの借金を残して若くして死去した。その後、母親はパウリナを連れてワルシャワに引っ越した。ヘレナは農民と結婚しチェルカースィ郡に残っていた（ヘレナもワルシャワに移ったとする文献もある）。パウリナは同地にある私立の女子寄宿学校に入学し、中等教育を受けた。1879年、20歳のとき、ポーランドの土地信用協会の職員で貴族のスタニスワフ・ラインシュミット (Stanisław Reinschmit) とワルシャワで結婚する。スタニスワフはワルシャワの文学界とつながりをもち、社交界に出入りする一方で、家庭を顧みることはほとんどなかった。

### キャリアの初期

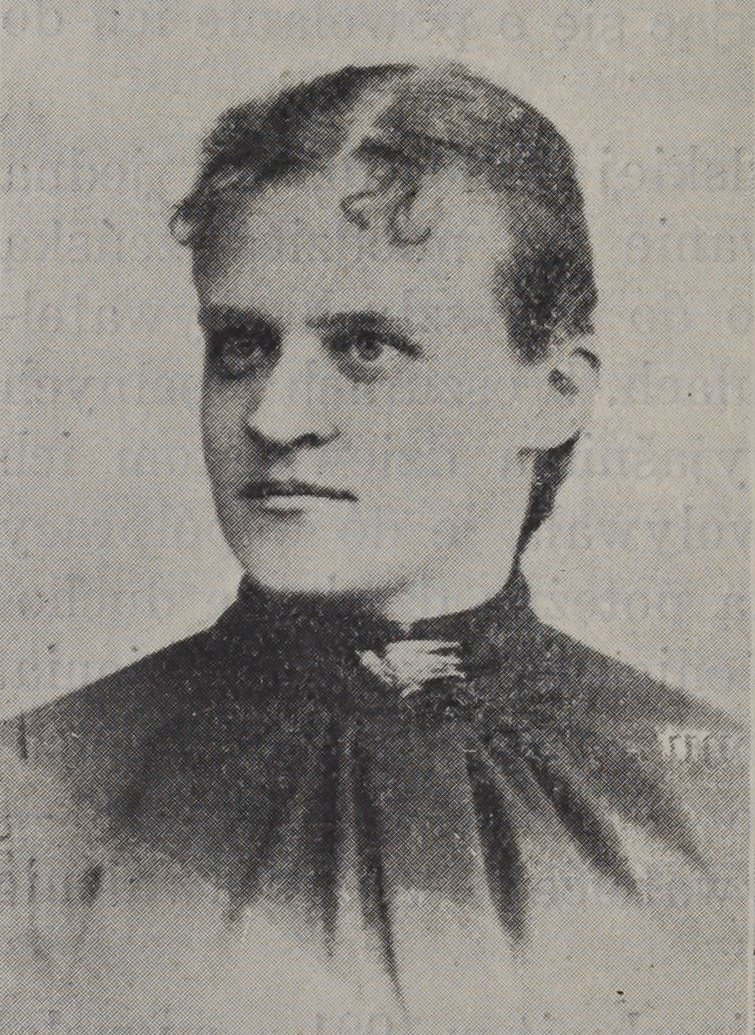
活動と生活を長くともにしたユゼファ・ボヤノフスカ

19世紀後半のロシア領ポーランド王国の法律では、ポーランド語教育やポーランド人民族運動が禁止されていたほか、女性は不利な立場に置かれていた。クチャルスカは1879年、友人のユゼファ・ボヤノフスカと協力してワルシャワ史上初の「女性のための科学読書室」を開設したが、当時それは非合法の施設とされた。クチャルスカは家計に余裕がなかったため、ジグムント・サルネツキ (Zygmunta Sarneckiego) 編集のワルシャワの保守系雑誌『エコー』に1881年に記事を投稿し、ジャーナリストとしてデビューする。1884年から1887年にかけて、文学者マリア・コノプニツカの主宰によるポーランド史上初のフェミニスト雑誌『シヴィット』（Świt、ポーランド語で「夜明け」の意）に記事が載る。1880年代半ばにはワルシャワ慈善協会の第3縫製室に女性組織を結成した。1880年代末ごろには右派系日刊紙『クーリエル・ヴァルシャフスキ』と提携関係を結び、以降生涯にわたり寄稿した。
クチャルスカは1人の息子をもうけた。しかしパフツカによると、クチャルスカはスタニスワフが罹患していた性病に感染し、それが原因で片目を失明したとされ、このため1885年にスタニスワフと離婚した。幼い息子の養育はスタニスワフが行った。感染症による循環器系の健康障害が生じていたにもかかわらず、クチャルスカは自らの家財を売却して得たお金で留学した。1885年から1887年にかけてはスイス・ジュネーブで、1887年から1889年にかけてはベルギー・ブリュッセルでそれぞれ自然科学を修めた。クチャルスカは留学中にポーランド移民のコミュニティでの生活を経験したほか、西ヨーロッパで実施されていたフェミニズム運動に参加するようになった。
そんな中で、ポーランドの作家でフェミニストのマリア・ローヴィと出会い、1889年6月25日から30日まで彼女の主催によりフランス・パリで開催された「女性の仕事と組織に関する国際会議」に「女性の仕事と組織」部門の副代表として出席した。クチャルスカはこの会議で、ポーランドの女性が政治的あるいは社会的にどのような状況に置かれているかをテーマに講演を行った。この会議には、ワルシャワの新女子工芸学校の校長、アレクサンドラ・コリンスカ (Aleksandra Korycińska) も参加していた。この会議はクチャルスカの後の活動に大きな影響を与えた。彼女はポーランドに帰国した後、より一層積極的にフェミニズム運動に参加するようになる
。パリ滞在中にはヨーロッパの多くのフェミニストと知り合い、帰国後もドイツの作家アニータ・アウグスプルクやリーナ・モルゲンシュテルンのほかにフランスの作家マリア・ドレームらと文通を行った。

### 女性連合を創設
クチャルスカは、ローヴィによって1889年に創設された「世界女性同盟」のポーランド支部という位置づけの女性組織「女性連合」（Unia Kobiet、単に「連合」Unia とも）を同じ年にコリンスカと協力してワルシャワに創設した。西ヨーロッパの婦人参政権論者（サフラジェット）やフェミニズム組織の影響を受けてつくられた「女性連合」はポーランド史上初の国際的な女性組織とされ、1892年まで存続した。1889年、女子工芸学校をワルシャワに設立する。1890年には動物保護協会のワルシャワ支部に女性委員会を設立した。1890年代初頭、ジャーナリストアダム・ウィシュリツキ編集の週刊誌『プレズグロンド・ティゴドニヨウィ』に女性問題に関する記事 “E pur si muove...” が連載される。1890年代には進歩主義の雑誌『プラウダ』（Prawda、「真実」の意）、『グウォス』（Głos、「声」の意）などに記事が載る。
1891年、小説家エリザ・オジェシコヴァの作家活動25周年を記念して、ワルシャワの様々な分野のポーランド人女性を約100人集めた非合法な会合を組織した。1894年、ワルシャワ産業貿易振興協会において、女性の協働や教育の促進を目的とした女性組織「女性労働者代表団」を創設する。1895年にスタニスワフが死去すると、クチャルスカはアパートでボヤノフスカとともに暮らすようになった。

### 雑誌『ステル』を創刊
1895年11月、当時オーストリアが統治していたルヴフにおいて、ポーランド語で書かれた隔週発行の女性誌『ステル』（「舵」の意）を創刊し、編集長を務めた。同誌は、教育面での男女の機会均等を実現しようとする女性の支援に重点を置いたもので、オジェシコヴァの小説『ポーランド人女性』など著名な作家による作品を掲載したが、売り上げは芳しくなく、1897年に資金難のため休刊する。1905年10月20日から同月23日にかけてワルシャワで開催された第1回ポーランド女性会議の主催者はクチャルスカであり、彼女は結婚改革をテーマとする講演も行った。1906年に開催された集会では女性参政権をテーマとした論文を発表した。
1906年3月に政治結社が合法化され、フェミニズム運動が活発化すると、クチャルスカは1907年4月、「女性の同権獲得のための雑誌」という副題を新しく入れて『ステル』をワルシャワで復刊した。同誌はプロイセン、ロシアおよびオーストリアの3国によるポーランド分割のために散らばったサフラジェットのコミュニケーションの場を提供することを目的としていた。読者獲得を狙って料理書ライターのルツィーナ・チュヴィエルチャキエヴィツォワのコラムを連載した。復刊第1号にはクチャルスカによる記事「女性選挙権」が載った。同誌は通常は月刊で発行されたが、隔月や隔週で発行することもあった。1回当たりの発行部数は1,000部であったが、当時雑誌は家族などで回し読みをすることが多かったため、その数倍の読者があったとみられる。

### ポーランド女性同権連盟を創設
クチャルスカは、1907年4月に立ち上げられたポーランド女性同権連盟 (Polskie Stowarzyszenie Równouprawnienia Kobiet ; PSRK) の代表者を務めたが、彼女はすぐに同組織から離脱し、約3か月後に女性のみから構成される女性同権同盟 (Związek Równouprawnienia Kobiet ; ZRK) を新しく組織した。同組織は1907年のうちに合法化され、1910年にはポーランド女性同権同盟 (Związek Równouprawnienia Kobiet Polskich ; ZRKP) に改名する。1907年のフェミニズム組織の分裂について、『ステル』の編集にも携わったパフツカは、クチャルスカが女性のみの組織に拘泥し、男性の会員もいたPSRKを敬遠したことが原因であるとした。しかし山田朋子（2013）は、分裂した後も2つの組織は協力関係にあり、ZRKPの機関誌となった『ステル』への寄稿者にはPSRKの会員も含まれていたため、分裂の効果は薄かったとの見方を示している。ZRKPはポーランド人による最初のフェミニスト組織であるとされ、選挙権や教育・就業などの面での男女の機会均等などを訴えたが、その活動は常に警察に監視されていた。
ZRKPの本部はクチャルスカとボヤノフスカが暮らしたワルシャワのマルシャウコフスカ通りのアパートに置かれ、そこは『ステル』の編集局も兼ねていた。同所には講演会などの集会のための広間のほか、女性問題を扱った書物などを収めた読書室が整備されていた。またクチャルスカはそこで、ジミホフスカによる集会に強く影響を受けたフェミニストサロンを主宰しており、オジェシコヴァおよびコノプニツカのほか、作家マリア・ドゥレンビアンカ、医師ユスティナ・ブジンスカ＝ティリッカおよび医師アンナ・トマシェヴィッチ＝ドブルスカ、ジャーナリストのセシリア・ワレフスカ、活動家のカジミエラ・ブジウィドワらが参加した。
ZRKPは支部を各地に設けることで組織の規模を拡大させた。1908年にはウッチ、シェドルツェ、キエフ、ルブリン、プウォツク、ペテルブルクおよびラドムに、1911年にはビャウィストクに、1913年にはオデッサに支部を置いた。1911年時点の会員数は、ワルシャワで215人、支部で375人の計590人に上った。講演会の実施回数は1908年で計29回、1911年で計31回、1912年で計50回であり、講演会の参加者の延べ人数は1908年で約2,300人、1911年で約3,000人、1912年で約4,000人であった。

### 晩年

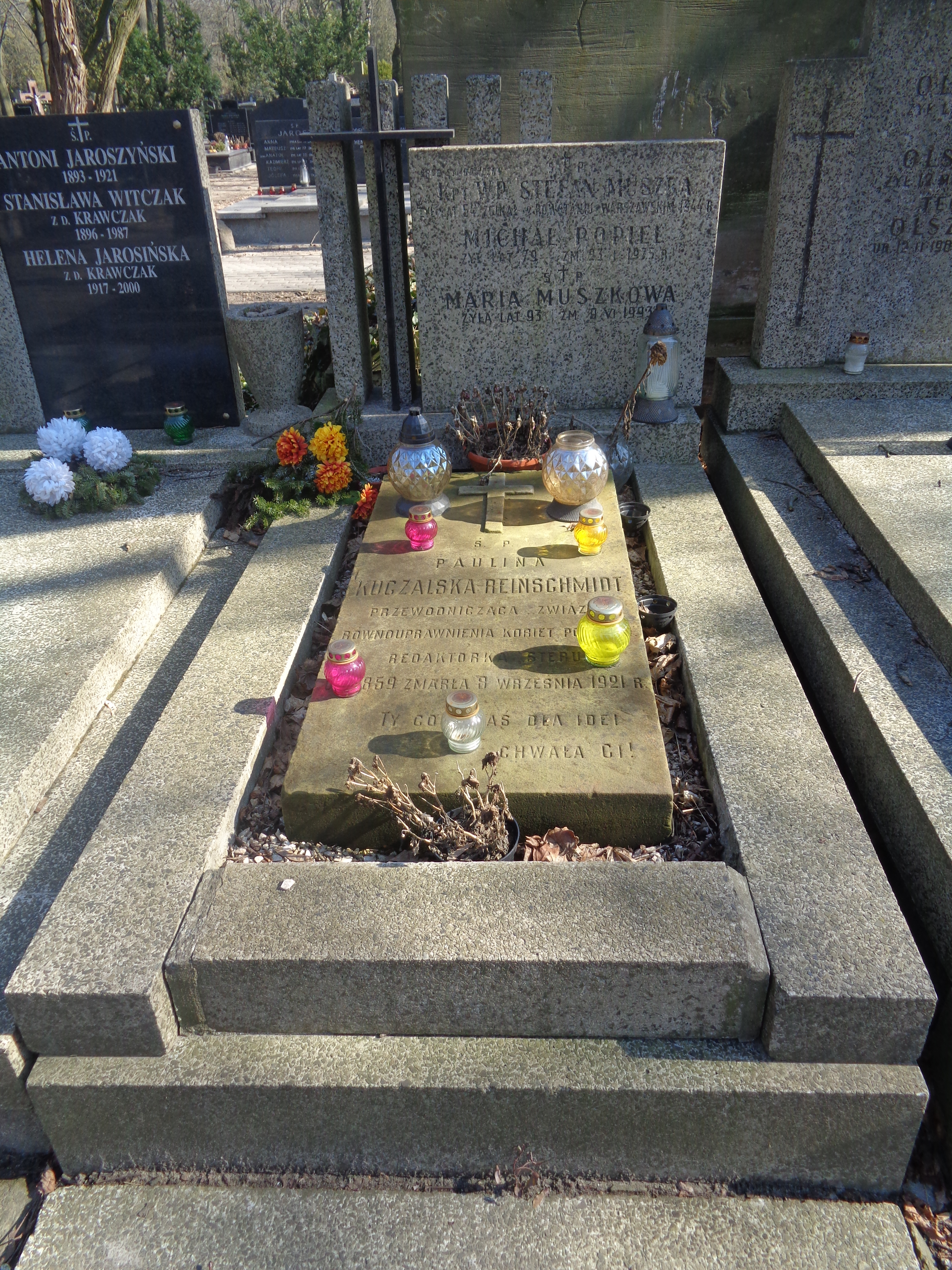
クチャルスカの墓

クチャルスカは第一次世界大戦勃発の数年前から体調を崩し、とりわけ呼吸器系や心臓の調子が悪化したため、1910年からはボヤノフスカが『ステル』の編集を引き継いだ。1911年5月6日と翌7日には、クチャルスカの30年にわたるフェミニズム運動に対する功労を称える記念式典がラドムの文化施設レスルサ・オビワテルスカで開催された。
『ステル』は1913年の末ごろから定期購読者数が低迷し、翌1914年に第一次世界大戦が始まると用紙を取りそろえられなくなって休刊に追い込まれ、ZRKPも活動の終止を余儀なくされた。クチャルスカは亡くなる3年前の1918年にポーランドの独立と女性参政権獲得を経験している。1921年9月13日、ワルシャワにて62歳で死去し、ワルシャワ西部のポヴォンスキ墓地に埋葬された。彼女の墓に刻まれている碑文は次の通り。

Paulina Kuczalska-Reinschmit

Przewodnicząca Związku Równouprawnienia Kobiet Polskich, Redaktorka „Steru”

Ty, która żyłaś dla idei

Chwała Ci

パウリナ・クチャルスカ・ラインシュミット

ポーランド女性同権同盟会長、『ステル』編集長

理想のために生きたあなた

あなたに栄光あれ

## 著作
クチャルスカに関する資料はあまり残っていない。これは、ポーランド女性同権同盟 (ZRKP) および『ステル』の文書資料のほとんどが大戦期の1944年に起きたワルシャワ蜂起の際に破壊されたためであり、また彼女が物静かな人物で秘密主義的な性格が強かったためでもある。主なタイトルは次の通り。
- Nasze cele i drogi. Szkic do programu działalności kobiecej（英: Our targets and strategies. A draft program for women’s activism）、『ステル』、1897年
- Stan wykształcenia kobiet w Polsce、1902年
- Z historii ruchu kobiecego（英: From the history of the women’s movement）、『グウォス』、1903年
- Historia ruchu kobiecego、1903年
- Młodzież żeńska a sprawa kobieca（英: The female youth and the woman question）、1906年
- Wyborcze prawa kobiet（英: Voting rights for women）、『ステル』、1908年

クチャルスカの記事が掲載された雑誌・新聞は『エコー』、『シヴィット』、『クーリエル・ヴァルシャフスキ』、『プラウダ』、『グウォス』、作家マリア・トゥジマ編集の隔週誌『ノヴェ・スウォヴォ』（「新しい言葉」の意）のほか『ティゴドニク・イルストロヴァニ』、『ノヴァ・ガゼタ』（「新しい新聞」の意）、『プレズグロンド・ティゴドニヨウィ』、『クーリエル・コジエニー』など。フィクションとしては、戯曲「シスターズ - ア・サイコロジカル・プレイ」（“Siostry. Sztuka psychologiczna”、1908年）を『ステル』に発表している。

## 評価・人物
クチャルスカはフェミニズム運動への執念と多岐にわたる仕事ぶり、とりわけ『ステル』での取り組みが評価され、女性運動のヘトマンカ（Hetmanką）あるいはシュテルニツカ（Sterniczką、いずれも「女性リーダー」の意）と称された。Eva Weickartは、クチャルスカについて「19世紀末から20世紀初めにかけてのポーランド・フェミニズム運動において最も影響力をもっていた女性の1人」との旨の評価を述べている。死去の翌日付の『クーリエル・ヴァルシャフスキ』紙には「傑出した頭脳と一流の組織能力をもった人物」との評価が掲載された。
パフツカは「クチャルスカとボヤノフスカはそれぞれ、ポーランド・フェミニズムの頭脳および心臓にたとえることができる。クチャルスカが計画を立てると、ボヤノフスカがそれを素早く捉えて実行に移した」との旨を述べている。フランシスカ・デ・ハーンら（2006）によると、クチャルスカは1890年代半ばまでワルシャワ実証主義の影響を受けていたとされる。体つきは小柄で華奢。いつも眼鏡をかけており、服装は質素なものを好み、ストレートタイプの黒色のドレスを着ていることが多かった。